# Filmový přehled
Filmový přehled je webový portál Národního filmového archivu o české audiovizi.
Od roku 1939 vycházel v tištěné podobě jako nejstarší český filmový časopis do roku 2013. Sloužil kinařům jako přehled filmové distribuce. Postupně se však stal vyhledávaným časopisem přinášejícím nejúplnější informace o filmech v české kinodistribuci, seznamoval s obsahy filmů a přinášel profily režisérů, herců i dalších tvůrců.
Od roku 1992 do roku 2012 byla v NFA také vydávána Filmová ročenka, nejprve v tištěné formě a později na CD-ROMu. Tu využívali filmoví profesionálové, badatelé i orgány státní správy.
Webový portál pod tradičním jménem Filmový přehled tyto obsahy sjednocuje a nabízí i další rozšíření. Byl spuštěn 29. 2. 2016.

## Obsah
Odlišností projektu od již existujících, podobně zaměřených webových portálů je úplnost a spolehlivost dat garantovaných NFA. Potvrzuje to mnohaletá činnost Filmového přehledu a Filmové ročenky, vydávaných NFA, které jsou odborníky pokládány za nejspolehlivější zdroje dat v oboru. Portál funguje ve dvou jazykových mutacích – české a anglické.

### Databáze
Kompletní data o filmech od počátků české kinematografie. Texty o konkrétním titulu obsahují produkční, technické a distribuční údaje, údaje o tvůrčím štábu, hereckém obsazení, o získaných festivalových cenách, s obsahem a anotací filmu a s filmografií tvůrců.

### Revue Filmového přehledu
Online časopis zaměřený na reflexi české kinematografie a péči o české filmové dědictví. Články jsou publikovány v rubrikách Filmy, Fokus, Profily, Rozhovory, Události, Ad fontes, Blog a Video.
ISSN 2464-6229

### Kontexty
Sekce představující české filmy v širších souvislostech propojením textů, videí a obrazových materiálů.

## Funkce
- Databáze – filmy, osobnosti, společnosti
- Revue
- Kontexty
- Film v kině
- Film online
- Kalendář